# 340 a.C.

## Eventos
- Tito Mânlio Torquato, pela terceira vez, e Públio Décio Mus, cônsules romanos.
- Primeiro ano da Segunda Guerra Latina.
- 110a olimpíada; Anticles, o ateniense, foi o vencedor do estádio [1][2]

- Teofrasto, arconte de Atenas.[1]

### Grécia
- Filipe II da Macedónia, que estava sitiando Bizâncio, é confrontado pelos atenienses, aliados a forças de Quios, Cós, Rodes e outros;[3] Filipe levanta o cerco e faz um acordo de paz com Atenas e as outras cidades.[4][Nota 1]

### Sicília
- Os cartagineses transportam várias forças para a Sicília, de forma que o total de suas tropas passa a ser 70.000 soldados de infantaria, mais de 10.000 de outras tropas, que incluem cavalaria, carros de guerra, e outros cavalos, 200 navios de guerra e mais de 1000 navios de transporte.[5]
- Timoleão, que ainda estava em guerra contra Hicetas, fez um acordo com este, de forma a enfrentar os cartagineses.[6]
- Timoleão, cujo exército era seis vezes menor que os cartagineses,[7] ainda teve que enfrentar a deserção provocada por Trásio, um dos fócios que haviam pilhado o Templo de Delfos.[8]
- Batalha de Crimiso, entre as forças gregas de Timoleão e os cartagineses;[9] vitória decisiva das forças gregas.[10]

### Cartago
- Após a derrota na Batalha de Crimiso, os cartagineses chamam de volta do exílio Grisco, filho de Hanão, e o nomeiam general.[11]
- Os cartagineses também decidem não mais arriscar a vida dos cidadãos em guerras, mas utilizar mercenários, principalmente gregos.[12]